# Carl Lampe (Unternehmer)

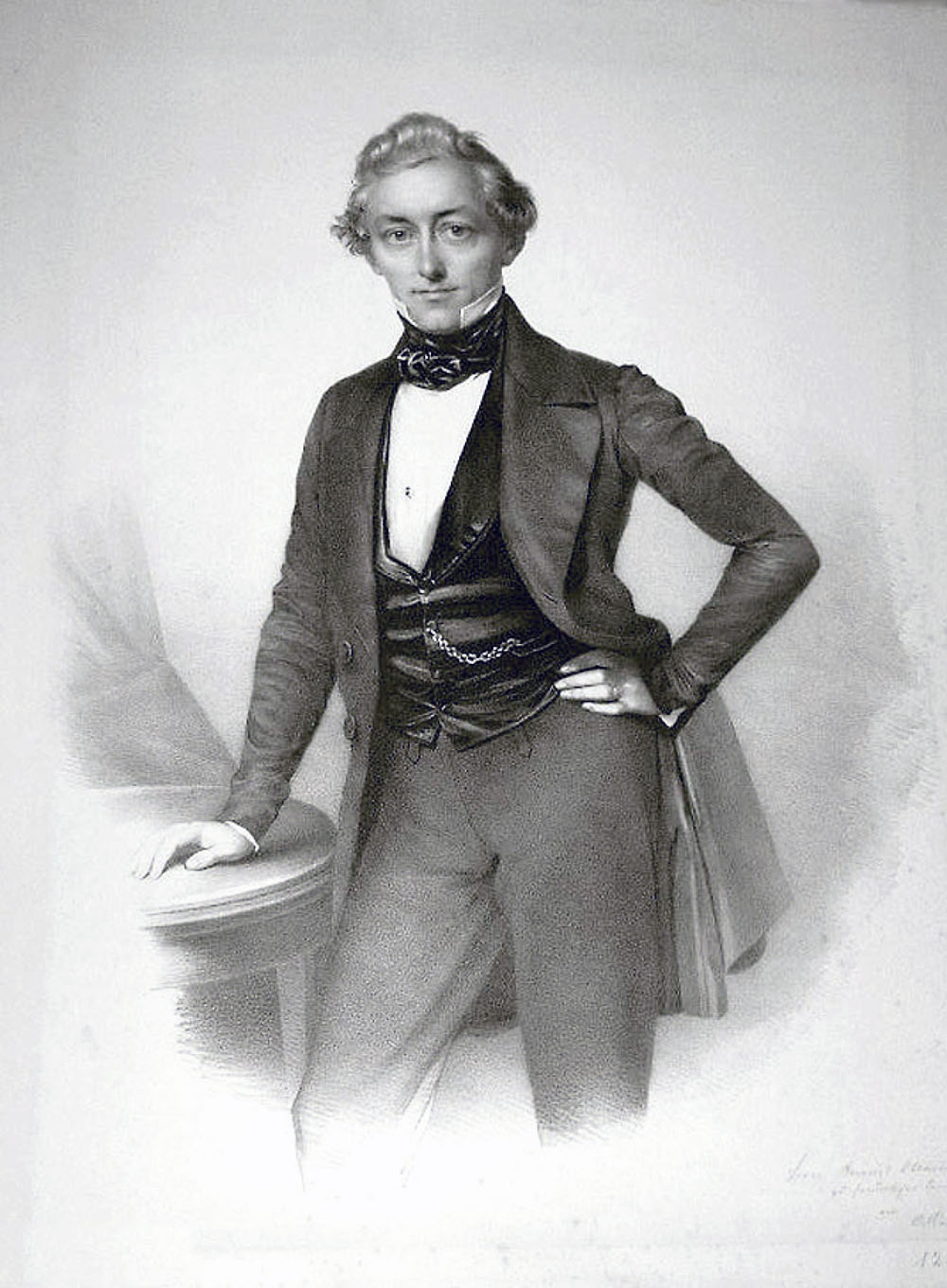
Carl Lampe (Lithographie von 1850)

Carl Lampe (* 10. Juli 1804 in Leipzig; † 15. Dezember 1889 ebenda) war ein deutscher Unternehmer, Kunstmäzen und Eisenbahnpionier.

## Leben

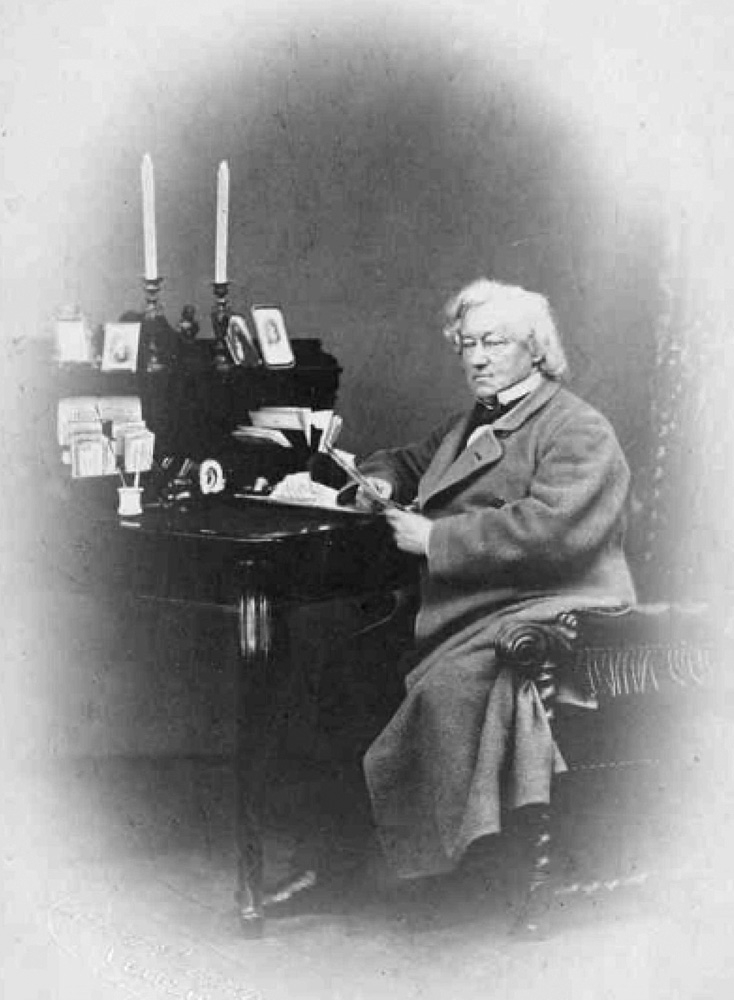
Carl Lampe in seinen letzten Lebensjahren (Fotografie vor 1889)

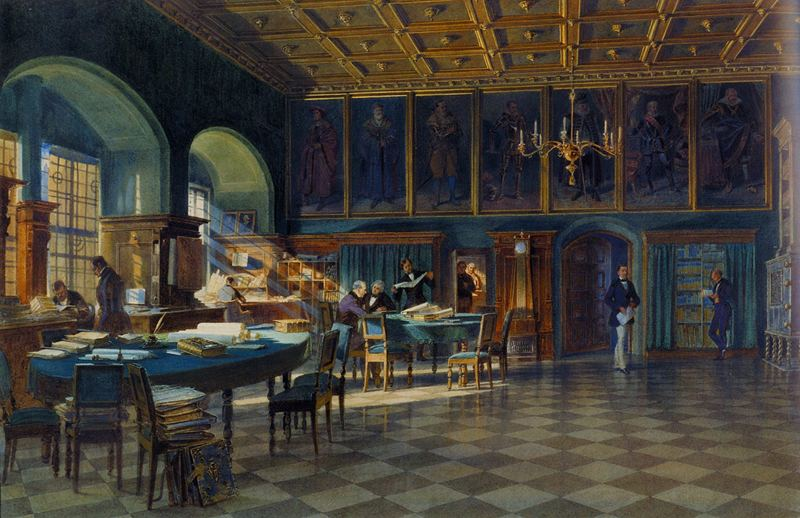
Carl Lampe in der Ratsstube des Alten Rathauses (zusammen mit Bürgermeister Otto Koch am runden Tisch im Hintergrund sitzend, etwa 1858)

Carl Lampe war der Sohn von Johann Caspar Lampe (1766–1817), dem Hauptteilhaber der Drogenhandlung Brückner, Lampe & Co., die aus einer 1750, von David Heinrich Brückner aus Merseburg gegründeten Drogerie mit Geschäftsbeziehungen bis nach Russland und Amerika hervorgegangen war. Lampe baute das väterliche Unternehmen als Großhandelsgeschäft aus und ergänzte es durch eine Fabrik für ätherische Öle und chemische Produkte. Mit regelmäßig herausgegebenen Handelsberichten verschaffte er der Fachwelt eine Übersicht über den Arzneimittelmarkt und förderte so auch die gesamte pharmazeutische Branche. Außerdem stiftete er der Universität Leipzig eine pharmakognostische Sammlung.
Auf Anregung von Carl Lampe und Hermann Härtel (1803–1875) kamen im November 1836 fünfzehn Leipziger Bürger, unter ihnen Kaufleute und Verlagsbuchhändler, in seinem Haus „Milchinsel“ zur Gründung des Leipziger Kunstvereins zusammen. Der Zweck des Vereins war, ein Kunstmuseum zu errichten, was 1848 mit der Eröffnung des Städtischen Museums auch geschah. Dem Museum stiftete er eine Sammlung von mehr als 1.600 nach didaktischen, kunsthistorisch systematisierenden Prinzipien zusammengestellten Kunstblättern. Damit legte er den Grundstock für die Grafische Sammlung des Museums. Auch zahlreiche historische Aufnahmen in der Fotografischen Sammlung und das Tafelbild Der Schmerzensmann von Meister Francke stammen aus Lampes Besitz.

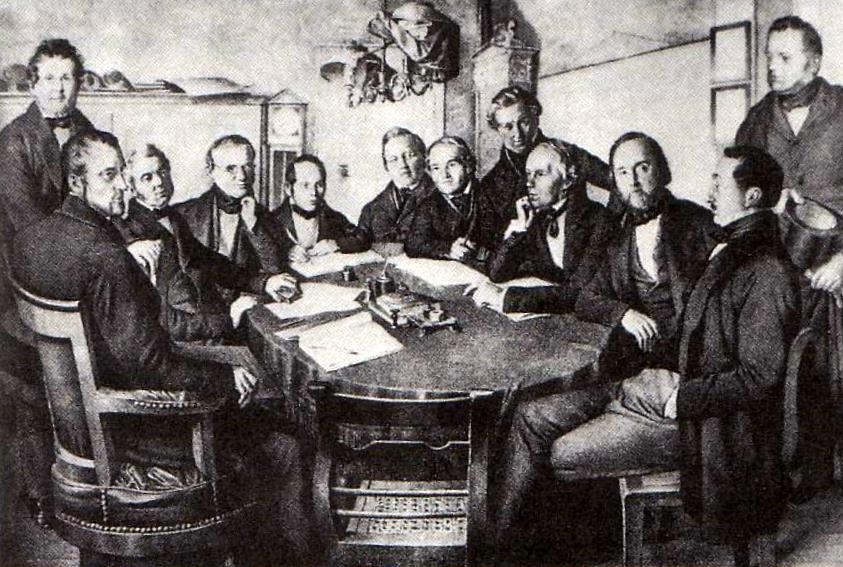
Carl Lampe (Mitte, stehend) im Kreise des Direktoriums der Leipzig-Dresdner Eisenbahn-Compagnie (1852)

Carl Lampe war von 1834 bis 1838 Stadtrat und Stadtverordneter. Als Stadtrat setzte er sich für die Ideen Friedrich Lists zum Bau einer Eisenbahnstrecke nach Dresden ein. 1835 war er Mitbegründer der Leipzig-Dresdner Eisenbahn-Compagnie und Mitglied des ersten Direktoriums der Gesellschaft.
1832 gehörte er zu den Mitbegründern des Gustav-Adolf-Werks. Über 50 Jahre lang wirkte er als ehrenamtlicher Schatzmeister des Zentralvorstands des Vereins. Im selben Jahr wurde er in die Leipziger Freimaurerloge Minerva zu den drei Palmen aufgenommen.
1845 ließ Lampe in Erinnerung an den in der Völkerschlacht bei Leipzig zuerst eroberten Teil des Leipziger Stadtgebiets auf seinem Gut Milchinsel das Kugeldenkmal aufstellen. Das vor dem Hintertor gelegene Grundstück erwarb bereits Lampes Vater im Jahr 1807. Dort befand sich der Wohnsitz der Familie Lampe.
Im Jahr 1845 gehörte Lampe zu den Gründern des Allgemeinen Turnvereins zu Leipzig. Er ließ auf seinem Grundstück einen Turnplatz für den Verein einrichten.
In den 1840er Jahren kaufte er Land der Rittergutschaft Schönefeld, das durch den Bau der Eisenbahnstrecke Leipzig–Dresden, die damals entlang der heutigen Eisenbahnstraße verlief, seinen landwirtschaftlichen Wert verloren hatte. Lampe legte zugleich einen Entwurf zur Parzellierung dieses Gebietes vor. Auf 78 Bauplätzen entstanden so Häuser mit je sechs Mietwohnungen. Die neu angelegten Straßen benannte er nach den Vornamen seiner acht Kinder Georgstraße (seit 1907 Melchiorstraße), Clarastraße (seit 1890 Teil der Straße Rabet), Friedrichstraße (seit 1905 Thümmelstraße), Philippstraße, Sophienstraße, Rudolfstraße und Heinrichstraße. All diese Straßennamen sind heute aufgrund von Umbenennungen, Abriss oder Überbauung nicht mehr erhalten. 1845 bekam der Ort den Namen Neuschönefeld.
Carl Lampe starb im Alter von 85 Jahren. Seine Grabstätte auf dem Neuen Johannisfriedhof mit einem von ihm selbst entworfenen Neorenaissance-Grabdenkmal ist nicht mehr erhalten.

## Ehrungen
- 1860: Ehrendoktor der philosophischen Fakultät der Universität Leipzig für seine kunstgeschichtlichen Verdienste
- 1884: Ehrendoktorwürde der medizinischen Fakultät der Universität Leipzig für die Stiftung der pharmakognostischen Sammlung
- 1884: Benennung der Lampestraße im Leipziger Musikviertel[3]
- 1878: Ehrenbürgerwürde der Stadt Leipzig für das „verdienstvolle Wirken bei der Begründung der Leipzig-Dresdner Eisenbahn-Compagnie“
- 1878: Aufnahme von Lampes Namen auf die vier Tafeln am Eisenbahnobelisken in den Schwanenteich-Anlagen an der Leipziger Goethestraße[4]
- 1887: Benennung der Brücke über den Pleißemühlgraben zwischen Haydnstraße und Hoher Straße in Lampebrücke[5][6]